# Concordato de Guatemala de 1852
El Concordato de Guatemala de 1852 fue un Tratado Internacional entre el presidente de la República de Guatemala - capitán general Rafael Carrera- y la Santa Sede, el cual fue suscrito en 1852 y ratificado por ambas partes en 1854. Por medio de este, Guatemala otorgaba la educación del pueblo guatemalteco a las órdenes regulares de la Iglesia Católica, se comprometía a respetar las propiedades y los monasterios eclesiásticos, autorizaba el diezmo obligatorio y permitía que los obispos censuraran lo que se publicaba en el país; a cambio de ello, Guatemala recibía gracias para los miembros del ejército, permitía que quienes hubiesen adquirido las propiedades que los liberales habían expropiado a la Iglesia en 1829 las conservaran, percibía impuestos por lo generado por las propiedades de la Iglesia, y tenía el derecho de juzgar con las leyes guatemaltecas a los eclesiásticos que perpetraran crímenes. El concordato mantenía la relación estrecha entre Iglesia y Estado en Guatemala y estuvo vigente hasta la caída del gobierno conservador del mariscal Vicente Cerna y Cerna.

## Contenido
El concordato se firmó originalmente en Roma, el 7 de octubre de 1852 por el Cardenal Jacobo Antonelli, secretario de Estado de la Santa Sede y Fernando Lorenzana, ministro plenipotenciario de Guatemala ante la Santa Sede.  Consta de veintinueve artículos, en latín y español, los cuales se resumen de la siguiente forma:
- Artículo 1: La religión Católica se decretó como la religión oficial de la República de Guatemala.[3]
- Artículo 2: la educación del pueblo guatemalteco quedó a cargo de la Iglesia Católica.[3]
- Artículo 3: los obispos podían censurar las publicaciones que contravinieran lo establecido por la religión católica.[3]
- Artículo 4: por ser el Papa el jefe de la iglesia, se podía comunicar con el pueblo guatemalteco directamente.[3]
- Artículo 5: se estableció el diezmo obligatorio, que se utilizó para el arzobispado, el cabildo catedralicio y el Colegio y Seminario Tridentino de Nuestra Señora de la Asunción.[4]
- Artículo 6: los emolumentos de los párrocos quedaban decretados por las autoridades civiles y eclesiásticas.[5]
- Artículo 7: el presidente de la República tenía el privilegio de presentar una terna de candidatos eclesiásticos para las parroquias que quedaran vacantes.[5]
- Artículo 8: el presidente de la República también podía presentar candidatos eclesiásticos para las dependencias del arzobispado, aunque al arzobispo lo iba a elegir el Papa, entre clérigos afines a la república.[6]
- Artículos 10 a 12: la Santa Sede se reservaba el derecho de establecer nuevas diócesis y parroquias en la República, siempre que lo considerara conveniente.[6] El Colegio y Seminario Tridentino de Nuestra Señora de la Asunción quedó a cargo de la arquidiócesis de Guatemala; y cualquier nueva diócesis tendría su propio seminario.[7]
- Artículos 14 a 17: se estableció el fuero eclesiástico y las posibles excepciones al mismo.[8]
- Artículos 18 y 19: la iglesia podría adquirir bienes; además se comprometió a pagar impuestos por sus ingresos, excepto en los originados por el diezmo y las limosnas.[9]
- Artículo 20: la Santa Sede renunció a los bienes que habían sido expropiados por Francisco Morazán en 1829, y que habían sido adquiridos por personas particulares antes de 1852.[10]
- Artículo 21: se protegieron los monasterios de las órdenes regulares.
- Artículo 22: el gobierno de Guatemala se comprometió a ayudar a la evangelización en el país, la cual sería dirigida por la Congregación de Propaganda Fide.
- Artículo 23: como el gobierno se comprometió a respetar a la Iglesia Católica, la Santa Sede emitió el siguiente juramente para sus obispos y demás eclesiásticos en el país: «Yo juro, y prometo a Dios sobre los Santos Evangelios obedecer y ser fiel al Gobiernos establecido por la Constitución de la República de Guatemala; y prometo asimismo no ingerirme personalmente ni por medio de consejos en proyecto alguno que pueda ser contrario a la independencia nacional o a la tranquilidad pública.»[11]